# Platon (Malinowski)
Platon, imię świeckie Paweł Malinowski (zm. 3 czerwca?/14 czerwca 1754) – biskup Rosyjskiego Kościoła Prawosławnego.

## Życiorys
Absolwent Akademii Mohylańskiej, w 1722 został w niej prefektem. Dwa lata później objął analogiczne stanowisko w Akademii Słowiańsko-Grecko-Łacińskiej w Moskwie. Od 1726 do 1727 był przełożonym monasteru Opieki Matki Bożej w Charkowie (z godnością archimandryty), jednak w 1727 został, z powodu choroby, przeniesiony do Ławry Peczerskiej. Po dwóch latach otrzymał stanowisko rektora nowo otwartego kolegium w Charkowie i przełożonego Kuriaskiego Monasteru Przemienienia Pańskiego w pobliżu tego miasta. Od 1730 zasiadał w Świątobliwym Synodzie Rządzącym.
W kwietniu 1731 został przełożonym monasteru św. Hipacego w Kostromie. Już cztery miesiące później, po wydaniu książki „Kamień wiery”, został aresztowany i postawiony przed sądem, w śledztwie poddano go torturom. Przyczyną tego był fakt, iż archimandryta Platon sprzeciwiał się koncepcjom Teofana (Prokopowicza). W 1734 oficjalnie usunięto go z Synodu, zaś w 1738 został pozbawiony wszystkich godności kościelnych, usunięty ze stanu mniszego i zesłany na Syberię pod imieniem świeckim. Dzięki pomocy biskupa irkuckiego Innocentego zdobył pracę nauczyciela w szkole przy eparchii irkuckiej. W 1740, dzięki wstawiennictwu tegoż biskupa (już po śmierci Teofana, zmarłego w 1736), Paweł Malinowski odzyskał utraconą godność archimandryty.
19 września 1742 w soborze Zaśnięcia Matki Bożej na Kremlu moskiewskim został wyświęcony na biskupa krutickiego. Dwa lata później ponownie wszedł w skład Świętego Synodu, został również administratorem eparchii moskiewskiej i członkiem moskiewskiego konsystorza. W 1748 mianowano go ordynariuszem eparchii moskiewskiej, posługiwał się tytułem arcybiskupa moskiewskiego i siewskiego. W 1751 wyjechał z Moskwy, by brać udział w pracach obradującego w Petersburgu Świątobliwego Synodu Rządzącego. Zmarł trzy lata później i został pochowany w cerkwi św. Michała Archanioła na terenie Monasteru Czudowskiego.